# Vlag van Biskaje

Vlag van de provincie Biskaje

De vlag van de Spaanse provincie Biskaje bestaat uit een karmozijnrood veld met in het midden het provinciale wapen. De vlag werd op 15 december 1986 aangenomen. De kleur karmijnrood wordt vaak gebruikt door de middeleeuwse organisaties die tot de Kroon van Castilië (inclusief de vlag van Álava).
Biskaje had geen officiële vlag tot de vlag die in 1986 werd ingesteld, hoewel in de Handelingen van Tierra Llana (25 januari 1596) wordt gezegd: "En daarom, gezien het feit dat de vlag van deze Señorío niet is gevonden, wordt bevolen dat de nodige procedures worden uitgevoerd om deze te zoeken, en dat vanaf de eerste repartimiento een nieuwe vlag wordt gemaakt met het wapen van Biskaje". Op 30 september 1596 staat er het volgende: Ook, gezien het feit dat de vlag van de Señorío niet is gevonden, werd bevolen en bevolen dat Ortuño de Alcíbar, algemeen curator van de genoemde Señorío, op zijn kosten, een nieuw goed maakt met de koninklijke wapens van zijne majesteit., Aan de ene kant, en aan de andere met die van de heerlijkheid, en dat beide met grote nieuwsgierigheid worden geborduurd en gesneden.
Het lijkt erop dat ten minste sinds de 16e eeuw het schild van de Heerlijkheid Biskaje werd gepresenteerd op een karmozijnrode achtergrond in de vorm van een vlag of wimpel. Het Huis van Haro gebruikte waarschijnlijk al een karmozijnrode wimpel als Castiliaanse edelen. De Algemene Kroniek van Spanje zegt dat in de Slag bij Las Navas de Tolosa (1212) de heer van Biskaje, Diego II López de Haro die wimpel droeg. Deze zelfde man leidde de inname van Baeza op 30 november 1227, Heilige Andreas, en daarom kreeg hij de vleugels van het Biscayaanse schild.
Op maritiem gebied werden andere relevante voorstellingen gevonden. In de moderne tijd had Biskaje zijn eigen vlag voor zijn schepen, rood met een wit Bourgondisch kruis. De vlag komt voor in het handboek van William Downman (1695-6), de plaat van B. Lens (1700) en in de aquarellen van de stad Bilbao, gemaakt door Richter en Thomas Moroni aan het einde van de 18e eeuw, die bewaard worden in het Baskisch Museum van Bilbao.
Ook de schepen van het Consulaat van Bilbao, gemaakt in 1511, gebruikten het rode Bourgondisch kruis op een witte achtergrond. In de 19e eeuw waren er verschillende voorstellingen, waarbij Biskaje soms met wit en soms met rood werd geassocieerd.
Uiteindelijk zouden de broers Sabino en Luis Arana deze kleuren verwerken in de vlag van Baskenland die ze in 1894 voor Biskaje maakten en die uiteindelijk een symbool van Baskenland zou worden. De Arana namen het rood (gules) van de achtergrond van het schild en het wit (zilver) van het eikenhouten kruis. Ze draaiden de kleuren echter om, omdat volgens de heraldist Juan Carlos de Guerra het eik van Guernica pas vanaf 1643 verschijnt en rood was, met een zilveren achtergrond. Ze zouden het groene kruis toevoegen voor de mythische Slag van Arrigorriaga die, volgens hen, werd gevierd op 30 november 888, Heilige Andreas.

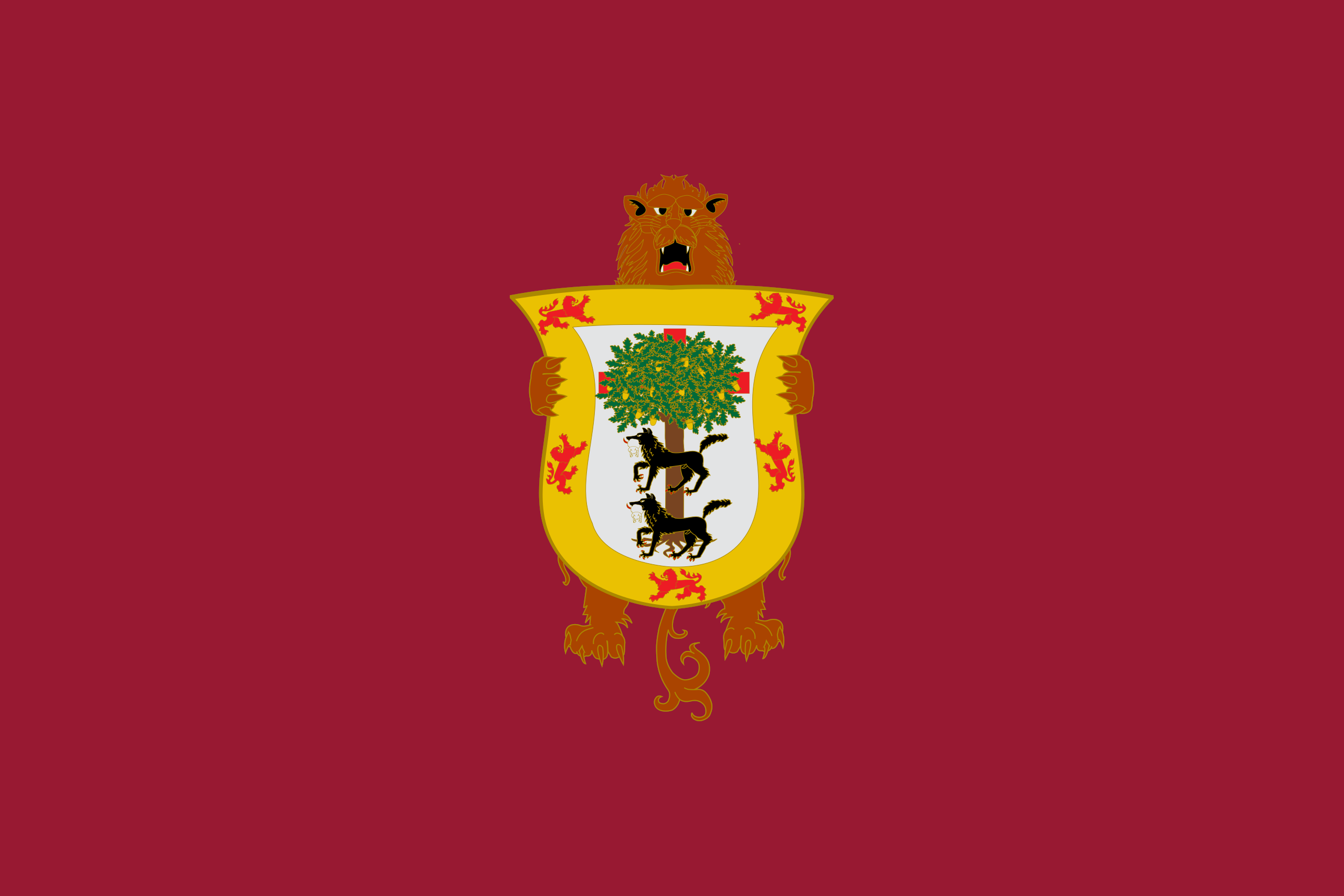
Vlag van de Señorío de Vizcaya.
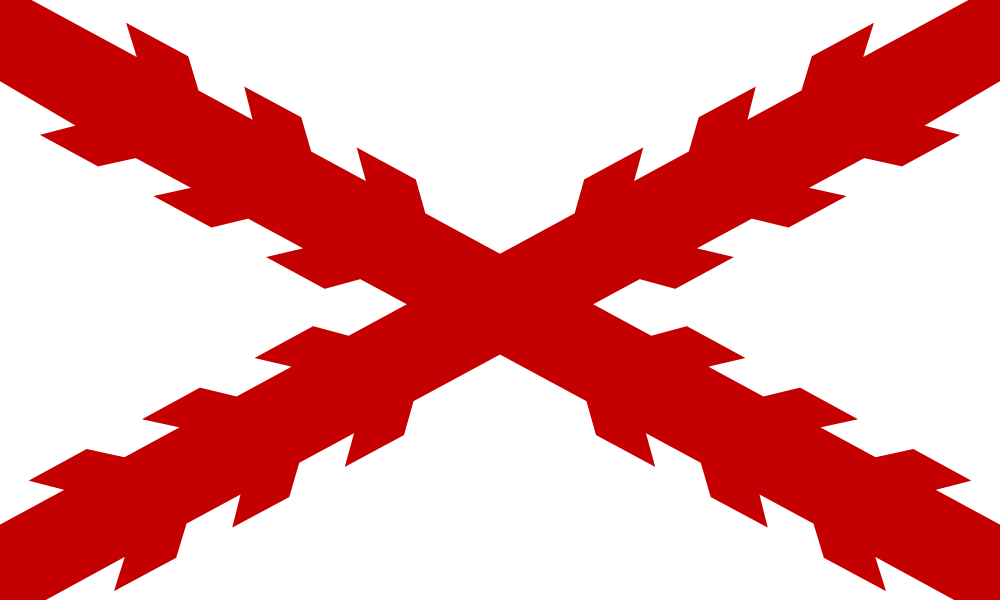
Bourgondisch kruis gebruikt door het consulaat van Bilbao.
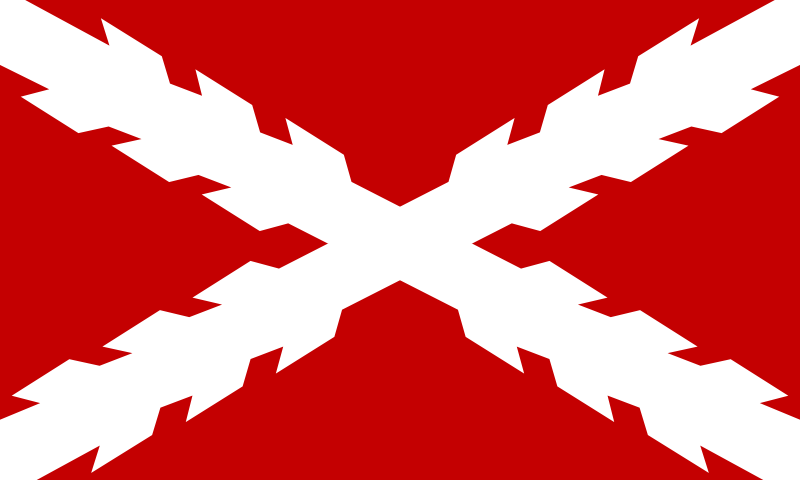
Vizcaya Naval Pavilion tot de 18e eeuw.
Vlag van de maritieme provincie Bilbao sinds 1845.
Vlag van Baskenland gemaakt door Sabino Arana en Luis Arana in eerste instantie voor Biskaje in 1894.
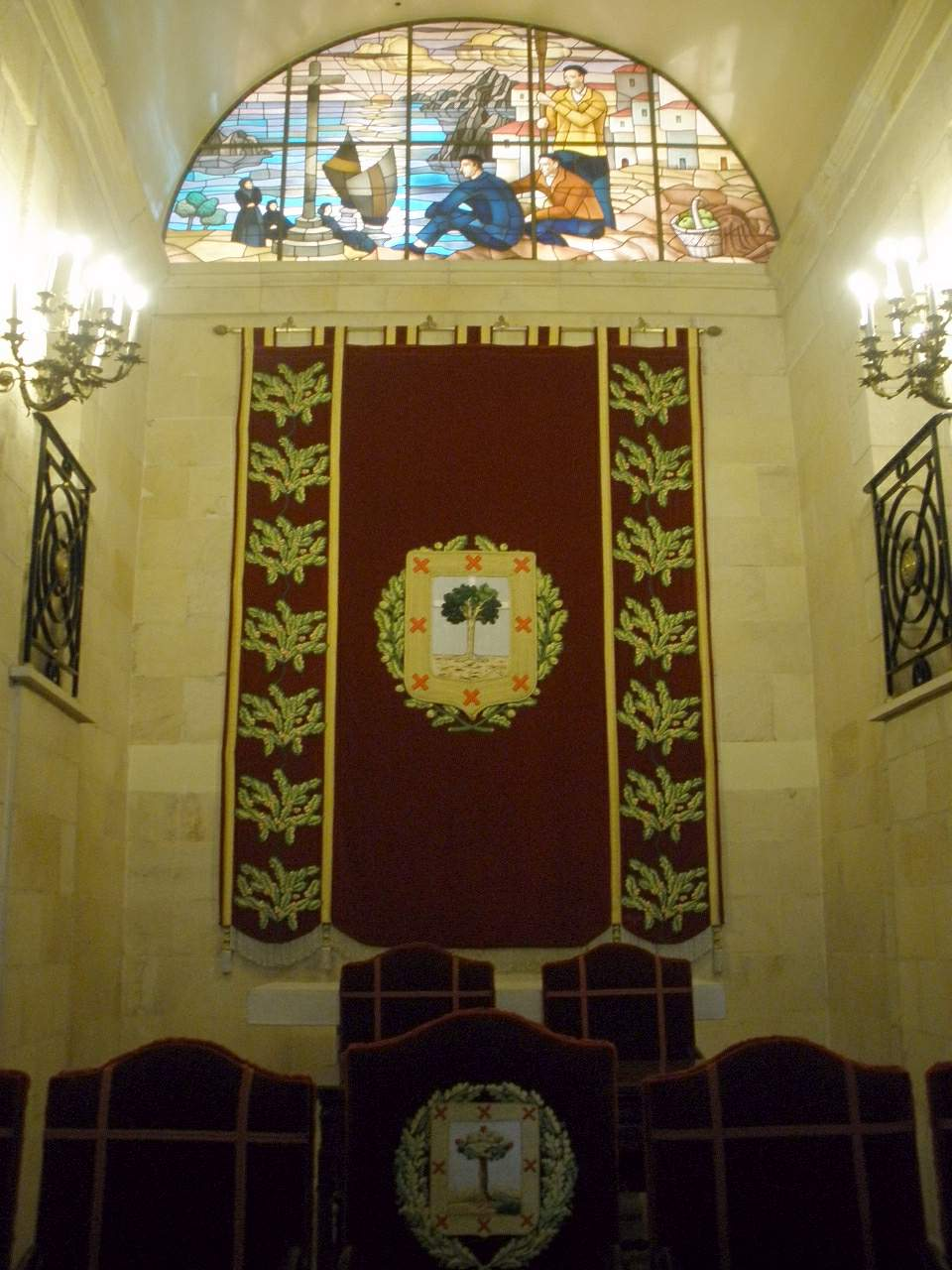
Banier van Biskajeopgehangen als gebakkraam in het Casa de Juntas in Guernica.